# رودخانه دلمبر
رودخانه دلمبر یکی از رودخانه‌های زیبا و دائمی در غرب شهر کرج در استان البرز است که سرچشمهٔ آن از چشمه‌های همیشه فعال در منطقهٔ دهکده توریستی تفریحی باغستان می‌باشد. همچین این رودخانه یکی از دلایل تشکیل روستای شاوشجن در ارتفاعات کرج است.

## مسیر
این رود از ارتفاعات شمال غربی کرج آغاز شده  از روستای شاوشجن میگذرد و پس از عبور از دهکده توریستی تفریحی باغستان ، به محله  باغستان غربی کرج می‌رسد. در این ناحیه، با اتصال به رودخانه آتشگاه، در نهایت موجب شکل‌گیری رودخانه فصلی باغستان می‌شود.

## ویژگی‌ها
چشمه‌های دلمبر از جمله منابع آبی دائمی هستند که حتی در فصول خشک نیز جریان دارند. این رودخانه در سال‌های گذشته به‌عنوان یکی از جاذبه‌های طبیعی منطقهٔ باغستان شناخته می‌شد.

## مشکلات زیست‌محیطی
در سال‌های اخیر، با افزایش ساخت‌وساز و ریختن زباله در بستر رود، بخشی از زیبایی طبیعی این رودخانه آسیب دیده است. با این حال، جریان بالادست آن همچنان پاک و فعال است. 